# Aphthonoides beroni
Aphthonoides beroni es un coleóptero de la familia Chrysomelidae.
Fue descrita científicamente por primera vez en 1985 por Gruev.